# 黃承讚
黃承讚（1540年—？），字相孫，浙江金華府義烏縣人，民籍，明朝政治人物。

## 生平
嘉靖三十四年（1555年）乙卯科浙江鄉試第五十九名，萬曆五年（1577年）丁丑科會試第一百六十九名，登三甲第五十七名進士。官彭水县知县。

## 家族
曾祖黃德方，曾任壽官；祖父黃翊；父黃儲。母吳氏。永感下。